# Pseudallescheria
Pseudallescheria — рід грибів родини Microascaceae. Назва вперше опублікована 1944 року.